# Ballet Mariinski

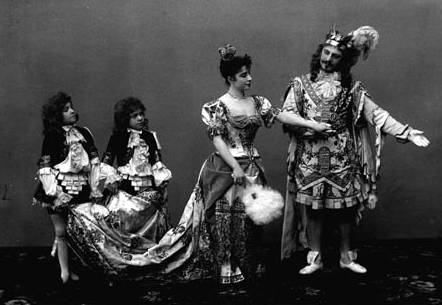
Carlotta Brianza y Pável Gerdt del Ballet Imperial como la Princesa Aurora y el Príncipe Deseado en el estreno de 1890 de La bella durmiente del bosque.

El Ballet Mariinski, afiliado al Teatro Mariinski en San Petersburgo, es una de las más famosas compañías de ballet de la historia. La compañía fue conocida como el Ballet Imperial hasta inicios del siglo XX. Después del asesinato de Serguéi Kírov, fue renombrado como Ballet Kírov, pero retomó su nombre original tras la disolución de la Unión Soviética.
Fue para esta compañía que el gran coreógrafo Marius Petipa escenificó la mayoría de sus obras quintaesenciales, notablemente las revisiones de Giselle, El lago de los cisnes, Le Corsaire y los ballets originales Raymonda, El cascanueces, La bayadera, Don Quixote, Harlequinade y La bella durmiente del bosque. Entre los ballets del siglo XX, Spartacus fue inaugurado aquí en 1956.
Después de la Revolución de Octubre (1917), la maestra de ballet Agrippina Vagánova determinó continuar las tradiciones y métodos del Ballet Imperial Ruso. Su obra permitió el trabajo preliminar para la formación y desarrollo del ballet clásico en el mundo.
La escuela de coreografía del Ballet Mariinski, la Academia Vagánova de Ballet, llamada así por su más célebre maestra, Agrippina Vagánova, preparó muchos de los más grandes bailarines en la historia: Avdotia Istómina, Pável Gerdt, Olga Preobrazhénskaya, Mathilde Kschessinska, Anna Pávlova, Tamara Karsávina, Olga Spesívtseva, Vátslav Nizhinski, George Balanchine, Lidia Lopujova, Galina Ulánova, Marina Semiónova, Yuri Grigoróvich, Natalia Makárova, Rudolf Nuréyev, Yuri Soloviov y Mijaíl Barýshnikov.
Durante la Guerra fría, sin embargo, la compañía encaró el problema de que algunos de sus bailarines rechazaban regresar de los países occidentales por los que hacían giras, mientras otros fueron transferidos por las autoridades soviéticas al Teatro Bolshói en Moscú. De ese modo la compañía perdió grandes bailarines, como Ulánova, Semiónova, Nuréyev, Makárova y Barýshnikov.
La tendencia de los grandes bailarines a dejar el Mariinski por el Bolshói continúa, pues maneja un mayor presupuesto. El último ejemplo semejante fue el de Svetlana Zajárova.

## Bailarines principales
La plantilla del Ballet Mariinsky está formada por los siguientes artistas:
- Ekaterina Kondaurova
- Olesya Novikova
- Nadezhda Batoeva
- Oksana Skorik
- Alina Somova
- Viktoria Tereshkina
- Diana Vishneva
- Timur Askerov
- Yevgeny Ivanchenko
- Kimin Kim
- Igor Kolb
- Xander Parish
- Vladimir Shklyarov
- Andrey Ermakov